# IC 3267
IC 3267 ist eine spiralförmige Zwerggalaxie mit ausgedehnten Sternentstehungsgebieten vom Hubble-Typ Sc im Sternbild Jungfrau auf der Ekliptik. Sie ist schätzungsweise 52 Millionen Lichtjahre von der Milchstraße entfernt und hat einen Durchmesser von etwa 20.000 Lj. Unter der Bezeichnung VCC 697 gilt sie als Mitglied des Virgo-Galaxienhaufens. 
Im gleichen Himmelsareal befinden sich u. a. die Galaxien NGC 4341, NGC 4342, NGC 4365, IC 3259, PGC 40338.
Das Objekt wurde am 23. April 1895 vom französischen Astronomen Guillaume Bigourdan entdeckt.